# Luckow
Luckow er en by og kommune i det nordøstlige Tyskland, beliggende i Amt Am Stettiner Haff under Landkreis Vorpommern-Greifswald ved den tysk-polske grænse. Landkreis Vorpommern-Greifswald ligger i delstaten Mecklenburg-Vorpommern.

## Geografi
Kommunen Luckow er beliggende i et fladt lavland ved grænsen til Polen kun fire kilometer fra Stettiner Haff og fire kilometer fra Neuwarper See i den nordlige del af Ueckermünder Heide. Landsbyen Rieth er fastlandets nordligste tyske grænseby til Polen.
Kommunen ligger i Naturpark Am Stettiner Haff, og naturschutzgebiet Neuwarper Seeufer / Insel Riether Werder udgør en betragtelig del af kommunen.
I kommunen findes:
- Luckow
- Christiansberg
- Fraudenhorst
- Rieth
- Riether Stiege
- Insel Riether Werder im Neuwarper See

## Eksterne kilder og henvisninger
- Wikimedia Commons har flere filer relateret til Luckow
- Byens side på amtets websted
- Statistik Arkiveret 4. februar 2017 hos  Wayback Machine
- Botanischer Garten Christiansberg
- Websted for Naturpark Am Stettiner Haff